# Say goodbye to it all
Say goodbye to it all is een single van Chris de Burgh. Het is afkomstig van zijn album Into the light. De single werd in een beperkt aantal landen uitgebracht.
Say goodbye to it all is een vervolglied op Borderline van album The getaway. Het lied begint met het refrein van Borderline. Het gaat over alles achterlaten als je op de vlucht bent. De B-kant Last night gaat over het feesten bij terugkeer van soldaten uit een oorlog, alle lijkt naar het oude terug te keren, maar sommige jongens zijn als mannen teruggekeerd, met alle gevolgen van dien.
Alleen in Australië werd de single een hit.